# Carl Bühl

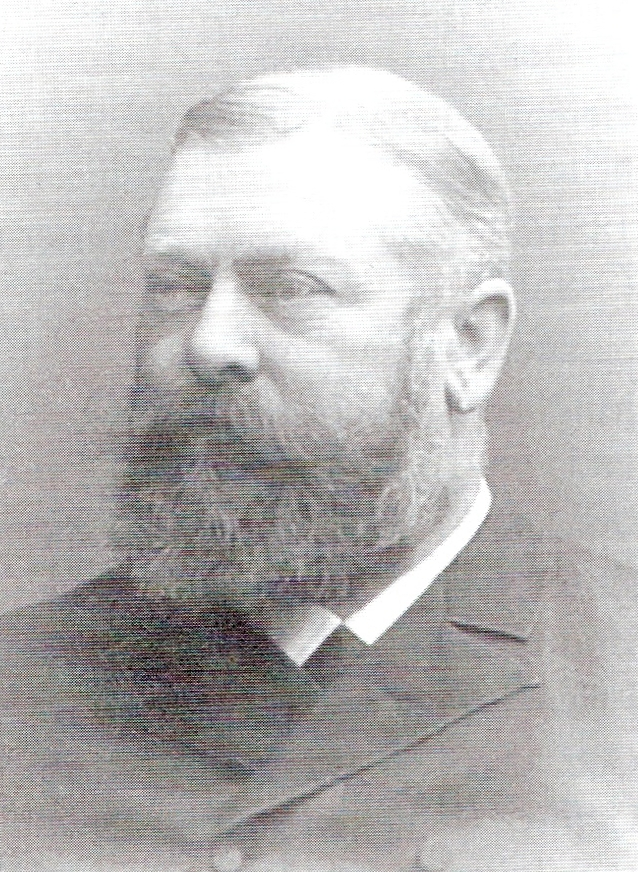
Carl Bühl

Carl Bühl (* 7. November 1839 in Arnstadt; † 8. August 1898 in Großbreitenbach) war ein deutscher Kaufmann und Unternehmer, der als Mitglied des Landtags des Fürstentums Schwarzburg-Sondershausen auch politisch aktiv war.

## Familie
Carl Bühl war der Sohn von Hermann Lebrecht Bühl (Kauf- und Handelsherr in Arnstadt, später in Großbreitenbach) und dessen Ehefrau Caroline Bühl geborene Schönherr. Carl Bühl, der evangelisch-lutherisch war, heiratete am 8. August 1864 in Großbreitenbach Natalie Elisabeth Kühn (* 28. Januar 1840 in Marienberg; † 10. März 1907 in Großbreitenbach), eine Tochter des Pfarrers Carl August Fürchtegott Kühn in Lampertswalde bei Großenhain in Sachsen. Der gemeinsame Sohn Max Bühl wurde ebenfalls Landtagsabgeordneter.

## Leben
Carl Bühl war als Kaufmann und Unternehmer tätig. Er war Besitzer der ehemals Greiner’schen Porzellanfabrik in Großbreitenbach. Diese war 1869 in Konkurs gegangen und von Hermann Bühl ersteigert worden. Unter der Firma Bühl & Söhne führte zunächst Hermann Bühl, dann Carl Bühl und danach Max Bühl das Unternehmen. Am 16. Dezember 1879 oder am 7. August 1880 wurde er mit dem Ehrentitel Kommerzienrats ausgezeichnet.
Vom 9./15. November 1880 bis zu seinem Tod war er für die Oberherrschaft auf Lebenszeit ernanntes Mitglied des Schwarzburg-Sondershäuser Landtags. Er war Mitglied der Nationalliberalen Partei. Bei der Reichstagswahl 1887 war er Mitglied im Wahlkomitee zur Unterstützung des nationalliberalen Reichstagskandidaten im Wahlkreis Fürstentum Schwarzburg-Sondershausen, Carl de Ahna aus Arnstadt.